# Тисаполгар-Бодрогкерестур култура
Тисаполгар Бодрогкерестур култура (мађ. Tiszapolgár-Bodrogkeresztúr) је једна од значајних култура металног доба Европе. Њено матично подручје налази се у мађарском Потисју. На југоистоку ова култура се граничила са Салкуца културом. Најранији предмети од бакра који карактеришу ове две културе нађени су у области Карпата, од Словачке до Олтенских планина и Хомоља. Ова област је богата жицама самородног бакра, што је и разлог великог броја налаза бакарних предмета из раног енеолита.
Осим богатства у бакарним предметима, ову културу карактерише и керамика изузетног квалитета и појава златних предмета, откривених на великом броју истражених некропола.
Постојао је проблем термина којим је називана ова култура. Милутин Гарашанин је предложио обједињавање Тисаполгар културе и Бодрогкерестур културе под једним називом. Ове две културе се не могу оштро разграничити јер млађа, Бодрогкерестур, представља еволуцију Тисаполгар културе.

## Локалитети
- Носа код Суботице
- Батка код Сенте
- Црна Бара код Мокрина
- Шанчине у Белегишу
- Српски Крстур
- Јаша Томић
- Роспи Ћуприја
- Прогар код Земуна (где је откривена златна антропоморфна фигурина)

На основу појединачних налаза забележен је и један краткотрајан продор ових култура према југу, у Срем, српско Подунавље и западну Србију. Једна мања некропола са бодрогкерестурским гробовима откривена је у Винчи.
Стратиграфија је утврђена у Црној бари, а индиректно и у Шанчинама и некрополама у Носи и Батки.

## Насеља
Највећи број налазишта концентрисан је на уздигнутим теренима око Тисе, где би после повлачење воде стварали добри услови за развој земљорадње и сточарства.
Постојале су надземне грађевине, откривене у Црној Бари, правоугаоног облика, постављене паралелно, рађене од лепа, плетера и коља. Оријентација је североисток-југозапад.
У Сиригу и Госпођинцима су откривене четвороугаоне куће.
Куће су биле велике, а садржале су елементе раноенеолитске културе.

## Сахрањивање
Тисаполгар култура је имала посебно одређене просторе за сахрањивање. У Тисаполгар оријентација гробова је различита, а у Бодрогкерестур оријентација постаје правилна и на неким некрополама примећена је диференцијација, мушкарци су положени на десни, а жене на леви бок.

## Керамика
Керамика је квалитетна фактуре, јавља се висок степен полирања. Од облика се издвајају: 
- пехар на нози,
- зделе коничног и биконичног облика, са рашчлањеним вратом, ободом, горњим и доњим конусом и наглашеном ногом,
- лоптасте посуде мањих димензија са брадавичастим или рожнатим дршкама
- амфоре
- дубоки лонци
- мали пехари

Дршке су рожасте код већине здела, апликација је хоризонтално пробушена или брадавичаста.
У млађој етапи јављају се коничне и калотасте зделе, посуде »« и посуде за млеко (Milchtopfgefäss).